# 인천가현중학교
인천가현중학교는 대한민국 인천광역시 서구 신현동에 있는 공립 중학교이다.

## 학교 연혁
- 2006년 5월 20일 : BTL사업 실시 협약
- 2008년 2월 1일 : 제1회 신입생(334명) 배정
- 2011년 2월 10일 : 제1회 졸업생(334명) 졸업
- 2024년 1월 9일 : 제14회 졸업생(266명) 졸업
- 2024년 3월 1일 : 제7대 오경희 교장 취임
- 2024년 3월 4일 : 제17회 신입생(374명) 입학

## 참고 자료
- 인천가현중학교 - 한국교육학술정보원 학교알리미